# Trybuchiwzi (Tschortkiw)
Trybuchiwzi (ukrainisch Трибухівці, russisch Трибуховцы Trybuchowzy, polnisch Trybuchowce) ist ein Dorf im Süden der ukrainischen Oblast Ternopil mit etwa 3700 Einwohnern (2023).

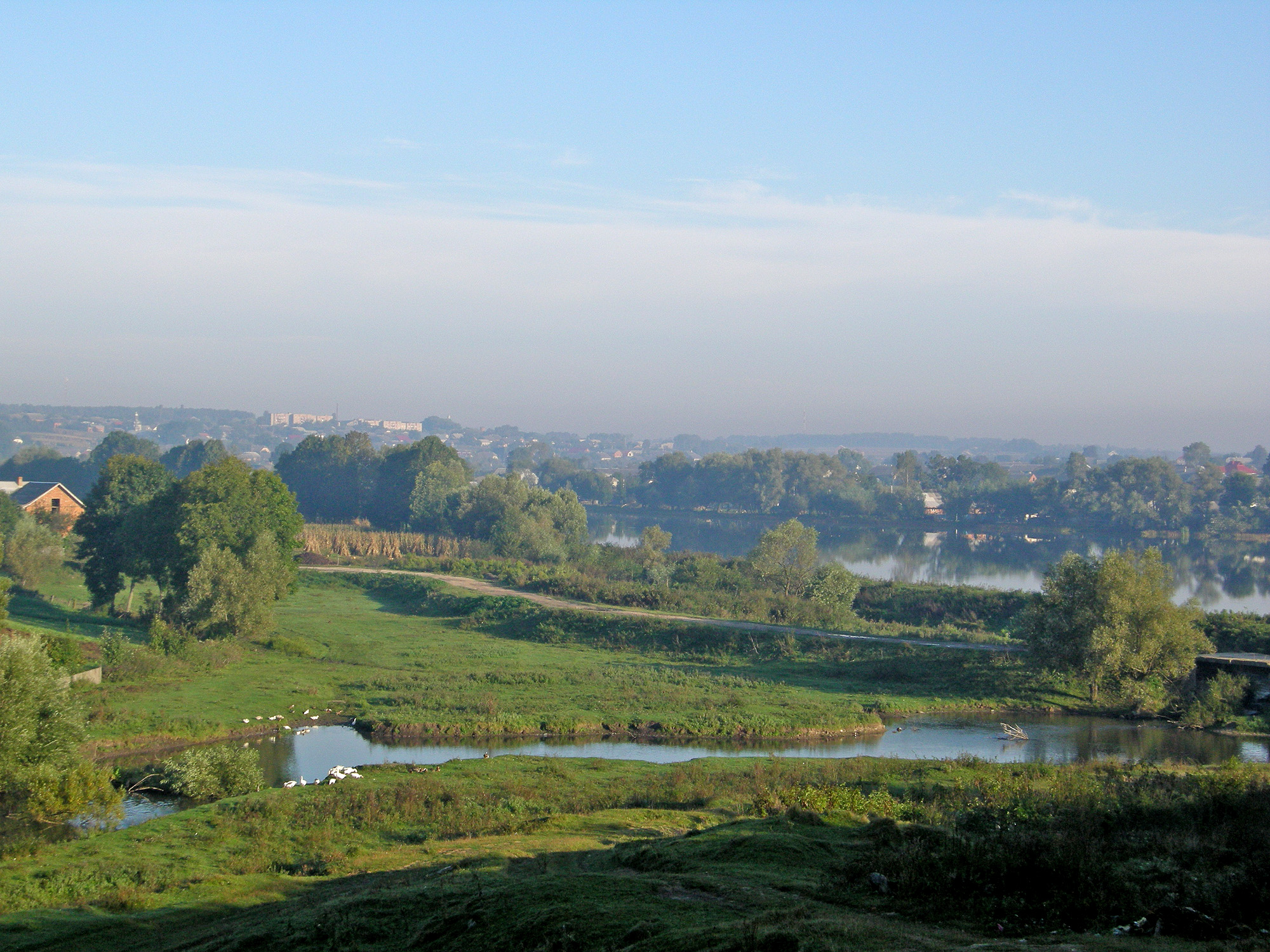
Der Wilchowez bei Trybuchiwzi

Das seit 1785 bekannte Dorf liegt in der Oblast Ternopil etwa 70 km südlich der Oblasthauptstadt Ternopil an beiden Ufern des Flusses Wilchowez auf der Podolischen Platte.

## Verwaltungsgliederung
Am 20. September 2016 wurde das Dorf zum Zentrum der neugegründeten Landgemeinde Trybuchiwzi (Трибухівська сільська громада Trybuchiwska silska hromada). Zu dieser zählten noch das Dorf Pyschkiwzi, bis dahin bildete es die Landratsgemeinde Trybuchiwzi (Трибухівська сільська рада/Trybuchiwska silska rada) im Osten des Rajons Butschatsch.
Am 5. Juni 2019 kam noch das Dorf Zwitowa zum Gemeindegebiet.
Am 12. Juni 2020 kam noch 4 weitere in der untenstehenden Tabelle aufgelisteten Dörfer zum Gemeindegebiet.
Seit dem 17. Juli 2020 ist sie ein Teil des Rajons Tschortkiw.
Folgende Orte sind neben dem Hauptort Trybuchiwzi Teil der Gemeinde:
| Name                     | Name       | Name                    | Name                  | Name |
| ukrainisch transkribiert | ukrainisch | russisch                | polnisch              |      |
| ------------------------ | ---------- | ----------------------- | --------------------- | ---- |
| Martyniwka               | Мартинівка | Мартыновка (Martynowka) | Wojciechówka, Janówka |      |
| Medwediwzi               | Медведівці | Медведевцы (Medwedewzy) | Medwedowce            |      |
| Nowostawzi               | Новоставці | Новоставцы (Nowostawzy) | Nowostawce            |      |
| Pyljawa                  | Пилява     | Пылява                  | Pilawa                |      |
| Pyschkiwzi               | Пишківці   | Пышковцы (Pyschkowzy)   | Pyszkowce             |      |
| Zwitowa                  | Цвітова    | Цветова (Zwetowa)       | Ćwitowa               |      |

## Architektur
- Kirche zum Heiligen Paraskeva (Große-Paraskeva-Kirche, Ukrainische griechisch-katholische Kirche)
- Kirche zum Verkündigung des Herrn